# 松永ふみ子
松永 ふみ子（まつなが ふみこ、1924年〈大正13年〉1月1日 - 1987年〈昭和62年〉5月9日）は、日本の英米児童文学翻訳家。本名・富美子。
翻訳家の松永太郎は、その子にあたる。

## 略歴
東京府東京市神田区（現・東京都千代田区）出身。津田塾大学文学部英文科卒。結婚し、長男を出産したのち、慶應義塾大学文学部図書館情報学科卒業。

## 翻訳
- 『ウサギが丘』（ロバート・ローソン（英語版）作・絵、松永冨美子名義訳、学習研究社、新しい世界の童話シリーズ） 1966.11
- 『フェアニリーの黄金』（アンドリュー・ラング、月田孝吉絵、大日本図書） 1969.5
- 『キルディー小屋のアライグマ』（ラザフォード・モンゴメリ（英語版）作、バーバラ・クーニー絵、学習研究社、少年少女・新しい世界の文学19） 1971
  - 『キルディー小屋のアライグマ』（ラザフォード・モンゴメリ作、バーバラ・クーニー画、福音館書店、福音館文庫） 2006.7
- 『白鳥のトランペット（英語版）』（E・B・ホワイト作、エドワード・フラスチーノ（英語版）画、福音館書店） 1976.3
  - 『白鳥のトランペット』（E・B・ホワイト作、エドワード・フラスチーノ画、福音館書店、福音館文庫 S-58） 2010.2
- 『あかちゃんでておいで!』（フラン＝マヌシュキン（英語版）作、ロナルド=ヒムラー絵、偕成社） 1977.1
- 『カワウソと暮す スコットランドの入江にて』（G・マクスウェル（英語版）、冨山房百科文庫34） 1982.3
- 『ぶらんこをこいだら･･･』（フラン=マヌシュキン作、トマス=ディ=グラッジャー絵、偕成社） 1982.6
- 『くらやみをこわがったフクロウぼうや』（ジル=トムリンソン、木下惇子絵、偕成社） 1983.6

### E・L・カニグズバーグ
- 『クローディアの秘密』（E・L・カニグズバーグ文と絵、岩波書店） 1969
  - 『クローディアの秘密』（E・L・カニグズバーグ、岩波書店、岩波少年少女の本8） 1973
  - 『クローディアの秘密』（E・L・カニグズバーグ、岩波書店、岩波少年文庫） 1975／特装版 1990.9／新版 2000.6
  - 『クローディアの秘密　ほんとうはひとつの話』（E・L・カニグズバーグ、岩波書店、カニグズバーグ作品集1） 2001.12 に所収
- 『魔女ジェニファとわたし』（E・L・カニグズバーグ、岩波書店、岩波ものがたりの本18） 1970.7
  - 『魔女ジェニファとわたし』（E・L・カニグズバーグ、岩波書店、岩波少年文庫） 1989.3／新版 2001.5
  - 『魔女ジェニファとわたし　ベーグル・チームの作戦』（E・L・カニグズバーグ、岩波書店、カニグズバーグ作品集2） 2002.1 に所収
- 『ロールパン・チームの作戦』（E・L・カニグズバーグ、岩波書店、岩波ものがたりの本115） 1974.7
  - 『ロールパン・チームの作戦』（E・L・カニグズバーグ、岩波書店、岩波少年文庫） 1989.5
    - （新版改題）『ベーグル・チームの作戦』（E・L・カニグズバーグ、岩波書店、岩波少年文庫） 2006.9

  - 『魔女ジェニファとわたし　ベーグル・チームの作戦』（E・L・カニグズバーグ、岩波書店、カニグズバーグ作品集2） 2002.1 に所収
- 『ぼくと（ジョージ）』 (E・L・カニグズバーグ作・絵、岩波書店、岩波少年少女の本43） 1975.7
  - 『ぼくと〈ジョージ〉』 (E・L・カニグズバーグ作、岩波書店、岩波少年文庫） 1989.7
  - 『ぼくと〈ジョージ〉　ドラゴンをさがせ』（E・L・カニグズバーグ、岩波書店、カニグズバーグ作品集3） 2002.2 に所収

「ドラゴンをさがせ」は小島希里による翻訳。
- 『ジョコンダ夫人の肖像（英語版）』（E・L・カニグズバーグ、岩波書店、岩波少年少女の本32） 1975.12
  - 『誇り高き王妃　ジョコンダ夫人の肖像』（E・L・カニグズバーグ、岩波書店、カニグズバーグ作品集4） 2002.7 に所収

「誇り高き王妃」は小島希里による翻訳。
- 『ほんとうはひとつの話』（E・L・カニグズバーグ、岩波書店、岩波ものがたりの本） 1977.9
  - 『クローディアの秘密　ほんとうはひとつの話』（E・L・カニグズバーグ、岩波書店、カニグズバーグ作品集1） 2001.12 に所収